# Мостепанова, Ольга Васильевна
О́льга Васи́льевна Мостепа́нова (3 января 1969, Москва, РСФСР, СССР) — советская гимнастка, трёхкратная чемпионка мира. Заслуженный мастер спорта СССР (1984).
Окончила кафедру гимнастики ГЦОЛИФиК. В настоящее время детский тренер по спортивной гимнастике.
Обладательница абсолютного достижения в многоборье: четыре высшие оценки по 10 баллов во всех четырёх видах многоборья. Этот результат был показан Ольгой Мостепановой в 1984 году на международных состязаниях «Дружба-84», из-за бойкота ставших для спортсменов социалистических стран заменой Олимпийским Играм в Лос-Анджелесе.
На чемпионате мира в Будапеште в 1983 году впервые выполнила на бревне сложнейшую комбинацию элементов, ныне называемую комбинацией Оноди.
В 1984 году награждена орденом «Знак Почета».
Мать пятерых детей: трёх мальчиков и двух девочек.

## Спортивные достижения
| Год  | Турнир         | Многоборье | Команда | Опорный прыжок | Брусья  | Бревно  | Вольные упражнения |
| ---- | -------------- | ---------- | ------- | -------------- | ------- | ------- | ------------------ |
| 1982 | Чемпионат СССР | Бронза     |         | Бронза         | Серебро | Бронза  | Серебро            |
| 1982 | Кубок СССР     | Бронза     |         |                | Бронза  | Серебро |                    |
| 1983 | Чемпионат мира | Серебро    | Золото  |                |         | Золото  | Серебро            |
| 1983 | Чемпионат СССР |            |         |                | Серебро |         |                    |
| 1983 | Кубок СССР     | Серебро    |         |                | Золото  | Золото  |                    |
| 1984 | Дружба-84      | Золото     | Золото  | Золото         |         | Золото  | Золото             |
| 1984 | Чемпионат СССР | Серебро    |         | Золото         | Бронза  | Золото  |                    |
| 1984 | Кубок СССР     | Золото     |         |                |         |         |                    |
| 1985 | Чемпионат мира |            | Золото  |                |         |         |                    |